# Puff-puff

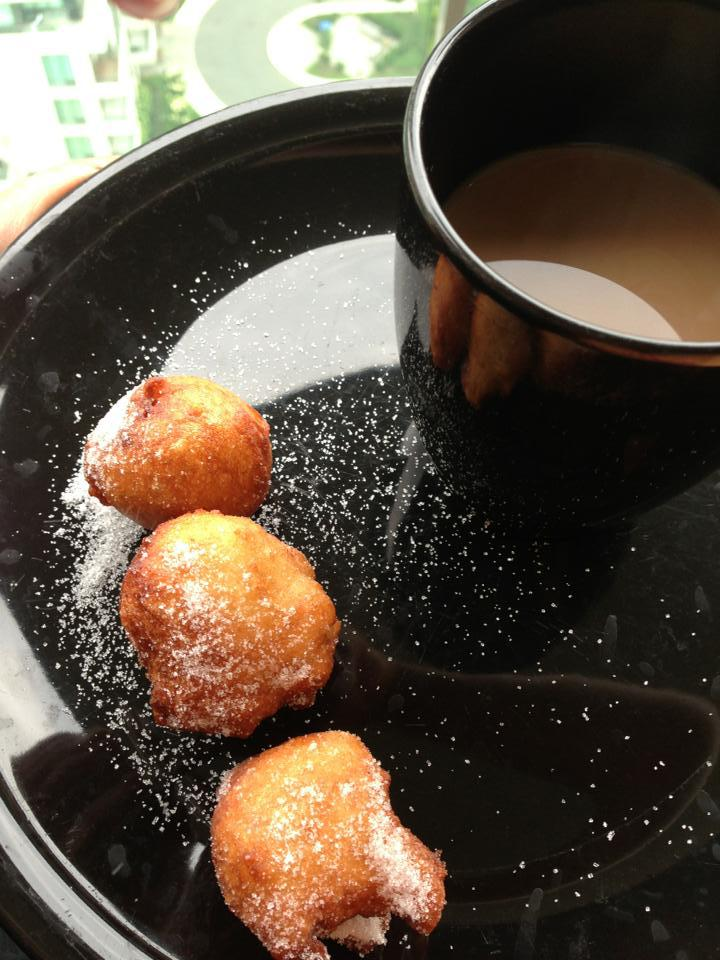

Puff-puff is de Nigeriaanse naam van een traditionele West-Afrikaanse snack.  De snack is onder verschillende namen in de meeste landen van West-Afrika bekend, zoals mikate in Congo.
Puff-puffs lijken op de Nederlandse oliebol. Er worden dezelfde ingredienten gebruikt: bloem, water of melk, suiker, eieren, vanillesuiker en gist. En bolletjes deeg worden in een pan met hete olie gefrituurd totdat ze er en mooi geel/bruin uitzien.